# Robleis
Tomás Arbillaga, conegut artísticament com a Robleis (Olavarría, Buenos Aires , 1 d'octubre de 1998), és un youtuber, celebritat d'internet, streamer i cantant argentí.
Amb 18,5 milions de seguidors,és el tercer youtuber més seguit d'Argentina , també és el desè streamer de Twitch amb més seguidors de "habla hispana" i el trenta-quatre de tota la plataforma amb 5,80 milions. Tot i que actualment crea contingut en Kick.

## Biografia
Tomás Arbillaga va néixer l'1 d'octubre de 1998 a Olavarría, Província de Buenos Aires. Va ser el segon fill de la seva família, va viure amb la seva mare i el pare tota la seva infància. Té dos germans, Thiago i Matías Arbillaga (conegut com Rushlai). Va obrir el seu primer canal de YouTube el 2011 amb l'edat de 13 anys sota l'alies mrtuco08, on va pujar quatre vídeos de Counter strike 1.6.
Després d'això va canviar a un contingut humorístic, creant el 2012 el canal 'Estrenate una risa', on pujaria vídeos humorístics amb el seu germà Thiago, aquest canal també l'abandonaria el 2013 passant al seu canal actual RobleisIUTU on va començar a pujar vídeos de terror, reptes i gameplays com Minecraft, Bottle Flip challenge, Fortnite, Five Nights at Freddy's i molts jocs més. El seu nom artístic prové del seu barri on va viure de petit, Los Robles, a Olavarría, (com ell ha declarat diversos vídeos).
En 2018 va crear RobleisJAJA canal secundari per dedicarse exclusivament a Fortnite, posteriorment ho canviaria a contingut de Garena Free Fire i després a un de CS:GO
El 2024 es va anunciar que ser participant de Parense de Manos, una baralla de boxa entre streamers, lluitant contra el streamer argentí Tomás Mazza el dia 19 de desembre del mateix any.

## Carrera musical
En 2021 va llençar el seu primer tema amb el su hermano Matías, titulat «Dejalo atrás» en el seu canal de música anomenat Robleis Music, produït per Big One en el su canal Robleis Music. D'aquí va continuar traient noves cançons sent produïdes per Estani en què destaquen: «Huracán», «Portal», «Una Noche Más» y «SOLO», està última parlant sobre la comunitat LGBT+, aprofundint sobre la seva orientació sexual homosexual.  També ha col·laborat amb diferents artistes com, Lil Cake a «MALA», Ángela Torres en «OMG», Miranda! en «Loro» y Ráfaga en «Lloré» i «Aguita» (aquesta ultima pujada al canal de Rafaga, feta com un remix de la primera versio del 2007). «Lloré» va donar el seu debut a l'àlbum anomenat "Desde el huracàn" llançat el 9 de novembre de 2023.
En los Premios Esland del 2023 de Ciudad de México va guanyar la categoría a la cançó de l'any per «SOLO».

### Shows
Els primers espectacles de Robleis van tenir lloc els dies 1, 2 i 3 de desembre de 2021 al Teatre Vorterix (Argentina, Buenos Aires) amb el "Proyecto Robleis", els quals van ser tot un èxit amb entrades agotades.
El 2022, va realitzar en total 11 conserts. Una de les primeres va ocórrer al gener del mateix any, quan es va presentar a Olavarría, la seva ciutat natal, al Teatro Municipal. Posteriorment a l'abril de 2022 va fer un xou a Tecnópolis i, pocs dies després, el 24 d'abril, va anunciar els seus espectacles al Teatre Gran Rex, on va esgotar les entrades en cadascuna de les 5 funcions programades per al 19, 20 i 21 d'agost, així com el 6 i 15 de novembre. Al juny, va tenir el debut internacional fora de l'Argentina, a Barcelona, España, seguit d'un altre espectacle a Madrid. Dos mesos més tard, es va presentar a Uruguai,i per finalitzar l'any, va fer una Claro Session el 2 de novembre.
2023 va ser un any on no es van realitzar tants shows, La primera va ser el 4 de març a Xile, seguida d'una altra a Mèxic aquest mateix mes i una a Uruguai el 4 d'abril. Aquell mateix any va ser convidat a ser el teloner de l'artista Jackson Wang en la seva presentació al Movistar Arena d'Argentina.
Durant el mes de setembre, inspirat per la seva anterior participació en el xou de Jackson Wang,va anunciar el qual seria el seu xou més important fins ara, que seria el 16 de desembre al Movistar Arena però pel fet que les entrades es van esgotar, va decidir anunciar una altra data més per al 17 de desembre, la qual també es va esgotar, fent 2 sold out.
El 2024, Robleis, es va presentar el 16 de març en esdeveniment Lollapalooza Argentina on cantaria al costat d'artistes com Soledad Pastorutti per després, en finals de 2024 pujaria un vídeo al seu compte d'Instagram anunciant la seva nova gira nacional i internacional sota el nom de "Huracan Tour", on realitzarà presentacions a diverses províncies d'Argentina i alguns països de Llatinoamèrica, entre ells Mèxic i Perú. Aquest mateix any però a l'octubre, Robleis anunciaria la seva participació a l'Argentina Game Show de Tecnopolís el dia 13 d'aquell mateix mes.

## Premis i nominacions
| Any  | Premi               | Categoría               | Resultat  |
| ---- | ------------------- | ----------------------- | --------- |
| 2022 | Premios Esland 2022 | Canción del Año         | Nominat   |
| 2022 | Premios Quiero 2022 | Mejor músico Influencer | Guanyador |
| 2023 | Premios Esland 2023 | Canción del Año         | Guanyador |

## Discografia
Robleis en la seva carrera musical ha publicat 28 cançons, una versió acústica del seu tema Dejalo Atrás en 2021 i va participar en 6 cançons: "Bronceado Remix" - Márama, Robleis i MYA." Te Esperaré" - Estani"Bien x Vos" - Seven Kayne. "Por Qué Será" con La K´onga, en "Escondido" - Adexe y Nau i en el remix de Agüita con Ráfaga, canço que va tocar originalment en el seu Movistar Arena como a sorpresa.

### Àlbums
- Desde el huracán (2023)